# ألما تيل
ألما تيل (بالإنجليزية: Alma Tell) هي ممثلة أمريكية، ولدت في 27 مارس 1898 بنيويورك في الولايات المتحدة، وتوفيت في 1934 بلوس أنجلوس في الولايات المتحدة.

## وصلات خارجية
- ألما تيل على موقع IMDb (الإنجليزية)
- ألما تيل على موقع قاعدة بيانات برودواي على الإنترنت (الإنجليزية)
- ألما تيل على موقع قاعدة بيانات الفيلم (الإنجليزية)